# Alucra
Alucra é uma cidade e um distrito da província de Giresun, na região do Mar Negro da Turquia, a 130 km da cidade de Giresun. era um distrito da província de Şebinkarahisar entre
1924-1933.

## Etimologia
Alucra é uma modificação do nome do Império Otomano El Ücra significado distante ou remoto [Citação necessária]

## Geografia
Alucra é um distrito interior, alto nas montanhas de Giresun, na parte superior do rio Kelkit. O clima na costa Mar Negro é tipicamente úmido e úmido, mas Alucra é alto no interior, portanto, muito frio no inverno, quando neva e depois seca e quente no verão. A neve derrete em março e abril e as chuvas de primavera duram até junho, durante esses meses os rios estão cheios. O campo é de alta montanha e pastagem, com cobertura de abeto nas encostas viradas para o norte e faces do sul desencapadas. Os gado são pastoreados nas pastagens e um pouco de trigo cresce apesar dos verões secos e, em geral, a Alucra é uma coleção de aldeias remotas.
A cozinha local inclui:
- Fit (Düü) Çorbası - uma sopa de cebolas e trigo bulgur
- Yağlaç - uma farinha à base de farinha de milho polenta
- Pancar Çorbası - sopa de beterraba
- Ekmek Aşı - pão seco embebido em um ensopado de carne frita com cebolas e pimenta
- Ayran Çorbası - sopa de iogurte
- Kesme Çorbası - uma espécie de sopa local minestrone com lentilhas e bolinhas de massa
- Helle - um prato sopa de bulgur e hortelã

Em julho, há um conhecido festival de verão

## História
Esta área foi primeiramente estabelecida pelos Hititas na era antiga. Durante a Idade Média, Alucra fez parte do Império Bizantino, interrompida pelos exércitos Árabes do califado Abássida.
O turco entrou pela primeira vez na região em suas movimentações do século XI em direção à Anatólia, quando migravam de sua terra  natal na Ásia Central), após a derrota que impuseram aos bizantinos na Batalha de Manzicerta, em 1071. A partir de 1054, esta área havia sido ocupada  pelos quipchacos turcos, originários do sul da Rússia, que se espalharam por ela ao longo da costa do Mar Negro, sob a autoridade dos Turcos Seljúcidas. Os Seljúcidas assumiram o controle direto ao derrotar os Mengujécidas em 1228, mas seu governo chegou ao fim com sua derrota pelas hordas mongóis na Batalha de Kösedağ em 1243.
Os beilhiques da Anatólia, apesar do crescimento do poderio otomano, não se incorporação à região, até que, com a derrota de Uzun Hasan pelo sultão Maomé II, o Conquistador, que contou com o comando dos seus filhos e príncipes Mustafá e Bajazeto II e de do general albanês (e futuro grão-vizir) Daúde Paxá  na batalha de Otlukbeli, em 11 de agosto de 1473, em Otlukbeli, Erzinjane  toda á área foi invadida pelo império Otomano.
Esta derrota foi muito significativa posto que Uzun Hasan, que governou entre 1453 e 1478, como um xainxá da tribo conhecida como os turcomanos de ovelhas brancas, dos turcos oguzes, era geralmente considerado como o governante mais forte d Confederação do Cordeiro Branco. Ele governava aquele que seria considerado o ápice territorial das federações, às quais se incluía aquela região, em partes ou na totalidade. Países que hoje são os conhecidos Iraque, Turquia, Azerbaijão, Irão, Transcaucásia e Síria. E embora os contingentes fosse um tanto equilibrados. de ambos os lados as perdas de Uzun foram maiores que as de Maomé II.

## Lugares de interesse

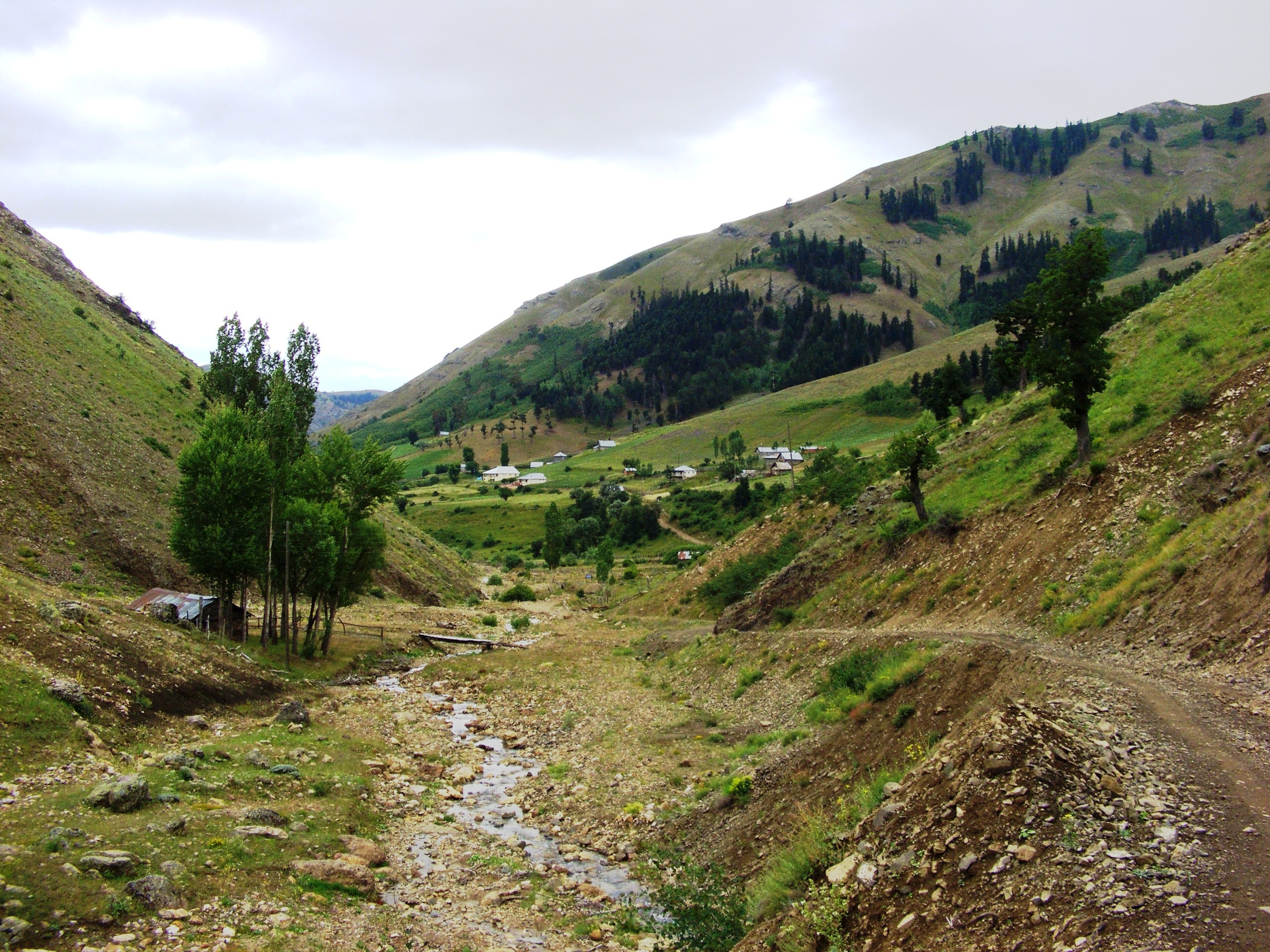

Além de caminhadas nas altas pastagens ( yayla ) há uma série de locais históricos:
- Kamışlı Kilisesi - uma igreja no centro da cidade
- Gelinkaya (Bride's Rock - site de uma legenda local horrível)
- Ikizler Tepesi - duas colinas perto da aldeia de 'Pirilli' '

## Nativos notáveis
- Nurettin Canikli (nascido em 1960), Ministro das Alfândegas e do Comércio